# Boomklevervanga
De boomklevervanga (Hypositta corallirostris) is een zangvogel uit de familie Vangidae (vanga's).

## Verspreiding en leefgebied
Deze soort is endemisch in oostelijk Madagaskar.

## Status
De grootte van de populatie is niet gekwantificeerd maar de soort wordt omschreven als algemeen. Op de Rode lijst van de IUCN heeft deze soort de status niet bedreigd.